# Giải bóng đá vô địch quốc gia Quần đảo Cook 1999
Giải bóng đá vô địch quốc gia Quần đảo Cook 1999 là mùa giải thứ 26 được ghi nhận của giải đấu bóng đá cao nhất ở Quần đảo Cook, với việc không rõ kết quả ở các mùa giải từ 1951 đến 1969, mùa giải 1986 và cả 1988–1990. Avatiu giành chức vô địch thứ 5 được ghi nhận, mặc dù một số nguồn cho rằng họ cũng vô địch mùa giải 1993. Nikao Sokattak là đội á quân.